# Karl Götz (Komponist)
Karl Götz (auch unter dem Pseudonym Joe Burgner bekannt, * 20. August 1922 in Frankfurt; † 18. Februar 1993 ebenda) war ein deutscher Pianist, Bandleader und Schlagerkomponist.

## Leben und Werk
Karl Götz studierte an der Frankfurter Musikhochschule. Seit 1946 war er als Komponist, Arrangeur und Orchesterleiter tätig.
Götz schrieb mehr als 800 Lieder, meist Schlager. Sein größter Erfolg war Tanze mit mir in den Morgen in der Interpretation von Gerhard Wendland. Im Refrain dieses Schlagers wurde ihm 1965 ein Plagiat von zwölf Takten aus der Magdalenen-Arie der Volksoper Der Evangelimann von Wilhelm Kienzl vorgeworfen. Ein weiterer bekannter Schlager war das von Bata Illic interpretierte Stück Mit verbundenen Augen.
Weitere Werke interpretierten u. a. Lale Andersen, Milva, Eddie Constantine und Paul Kuhn.

## Schlager von Karl Götz (Auswahl)
- Seemann, wo ist die Heimat (Text Heinz Schumacher, 1955).
- Tanze mit mir in den Morgen (Text Kurt Hertha, 1962, Goldene Schallplatte).
- Monsieur (Text Kurt Hertha, 1964, Goldene Schallplatte).
- Mucho amoro (Text Herbert Falk, 1968).

## Filmografie (Auswahl)
- 1957: Jungfrauenkrieg